# Searsia pendulina
Searsia pendulina är en sumakväxtart som först beskrevs av Nikolaus Joseph von Jacquin, och fick sitt nu gällande namn av Moffett. Searsia pendulina ingår i släktet Searsia och familjen sumakväxter. Inga underarter finns listade i Catalogue of Life.